# Vrede van Westfalen
De Vrede van Westfalen betreft twee vredesverdragen die gesloten werden tussen mei en oktober 1648 in Osnabrück en Münster. Deze verdragen beëindigden de Dertigjarige Oorlog (1618-1648) in het Heilige Roomse Rijk.

## Diverse verdragen
De partijen waren de Heilig Roomse keizer Ferdinand III, koning Filips IV van Spanje, regent-kardinaal Jules Mazarin voor de minderjarige koning Lodewijk XIV van Frankrijk, koningin Christina I van Zweden en de vrije rijkssteden van het Heilige Roomse Rijk. De belangrijkste wapenfeiten waren:
- Het tekenen van twee elkaar overlappende verdragen op 24 oktober 1648:
  - Het Verdrag van Münster (Instrumentum Pacis Monasteriensis, IPM),[1] tussen de Heilig Roomse keizer en Frankrijk en hun respectieve aanhangers.
  - De Vrede van Osnabrück (Instrumentum Pacis Osnabrugensis, IPO),[2] tussen de Heilig Roomse keizer en Zweden en hun respectieve aanhangers.

De verdragen zorgden echter niet voor de vrede in heel Europa. Frankrijk en Spanje zouden nog de volgende elf jaar oorlog voeren, die beëindigd werd bij de Vrede van de Pyreneeën in 1659.

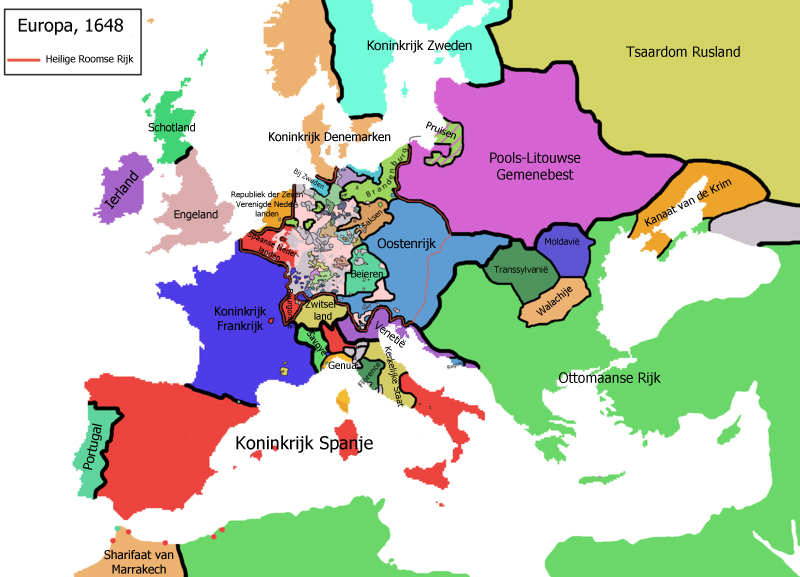
Europa in 1648

## Gevolgen
Door de Vrede van Westfalen verloor het huis Habsburg, dat traditioneel de keizer leverde, het grootste gedeelte van zijn zeggenschap over de Duitse vorsten binnen het Heilige Roomse Rijk. Bovendien werden ze verplicht tot religieuze verdraagzaamheid jegens de lutherse vorsten en staten binnen het Rijk en moesten ze de secularisatie van alle kerkelijke bezittingen erkennen, evenals de onafhankelijkheid van de Zwitserse Confederatie van de XIII kantons en de de jure onafhankelijkheid van de Republiek der Zeven Verenigde Nederlanden.
Zweden en Brandenburg verwierven gebiedsuitbreiding in het noorden van Duitsland en werden belangrijke staten waarmee de keizer rekening moest houden.
Frankrijk verkreeg belangrijke rechten en gebiedsuitbreiding in Elzas en Lotharingen waarover later nog veel te doen zou zijn.
Er waren tevens gevolgen voor het interne functioneren van het Heilige Roomse Rijk. De macht van de keizer werd verder beknot. In potentie herbergde het Heilige Roomse rijk de grootste economische en militaire macht van Europa door haar grote en relatief goedgeschoolde bevolking. Frankrijk kon echter effectief de machtigste staat van het continent blijven tot aan de stichting van het Duitse Keizerrijk in de 19de eeuw. De interne samenhang en het centrale bestuur van het Heilig Roomse Rijk waren namelijk geheel verdwenen. Daarnaast werden tijdens de dertigjarige oorlog, voornamelijk op Duits grondgebied uitgevochten, enorme slachtingen onder de bevolking aangericht en hele steden en streken verwoest. Daar stond tegenover dat Frankrijk, dat eveneens een grote bevolking had en over grote hulpbronnen beschikte, strak centraal geleid werd.
De Roomse keizer werd een monarch die geen leger, financiën of administratie bezat. Hij bezat deze enkel nog in de Hausmacht van de Habsburgers: de diverse door hen persoonlijk geregeerde gebieden binnen het rijk. Uiteindelijk evolueerden er twee grootmachten uit dit rijk, namelijk Oostenrijk en Pruisen, die elkaar de hegemonie over de Duitse staten betwistten. 
De Habsburgers, de Oostenrijkse vorstenfamilie, bleef wél een toonaangevende internationale rol spelen. Ze regeerde nog steeds over Spanje, Oostenrijk, Bohemen, gedeelten van Hongarije, de Zuidelijke Nederlanden en delen van Italië.

## De mythe van de Westfaalse orde
In publicaties over internationale relaties is vaak sprake van een 'Westfaalse orde' die zou hebben berust op soevereine staten waartussen gelijkheid in rechte heerste. Principes van non-interventie en territoriale integriteit zouden hebben bijgedragen tot het bewaren van een machtsevenwicht. Op religieus vlak zou een vorm van tolerantie hebben geprevaleerd doordat elke staat zijn eigen godsdienst mocht kiezen. In werkelijkheid bevatte de Vrede van Westfalen geen van deze componenten. Het concept soevereiniteit werd nergens genoemd en de gelaagde complexiteit van het Heilig Roomse Rijk bleef integendeel bewaard. Zelfs namen de verdragen weer afstand van het principe  cuius regio, eius religio uit de Vrede van Augsburg. In het algemeen blijkt gewoon niet dat de verdragen tot doel hadden het Europese staatkundige systeem diepgaand te reorganiseren, noch dat ze de geboorte van een nieuw stelsel van buitenlandse relaties markeerden.
De Westfaalse mythe is ontstaan in de 19e eeuw, toen nationale staten de oude orde in Europa en Amerika begonnen te verdringen. Ze kreeg in 1948 een invloedrijke expressie in een essay van Leo Gross, al stipte ook hij aan dat de onderliggende principes die hij ontwaarde niet als zodanig in de verdragen stonden.